# Siegfried Kett
Siegfried Kett (* 25. April 1939 in Fürth) ist ein Pädagoge und Kulturpolitiker. Er war zuletzt Leiter des Bildungszentrums Nürnberg, der zweitgrößten Volkshochschule in Bayern.
Unter den Oberbürgermeistern Andreas Urschlechter, Peter Schönlein und Ludwig Scholz und dem Schul- und Kulturreferenten Hermann Glaser prägte Siegfried Kett die Bildungs- und Kulturpolitik der Stadt Nürnberg.

## Leben und Werk

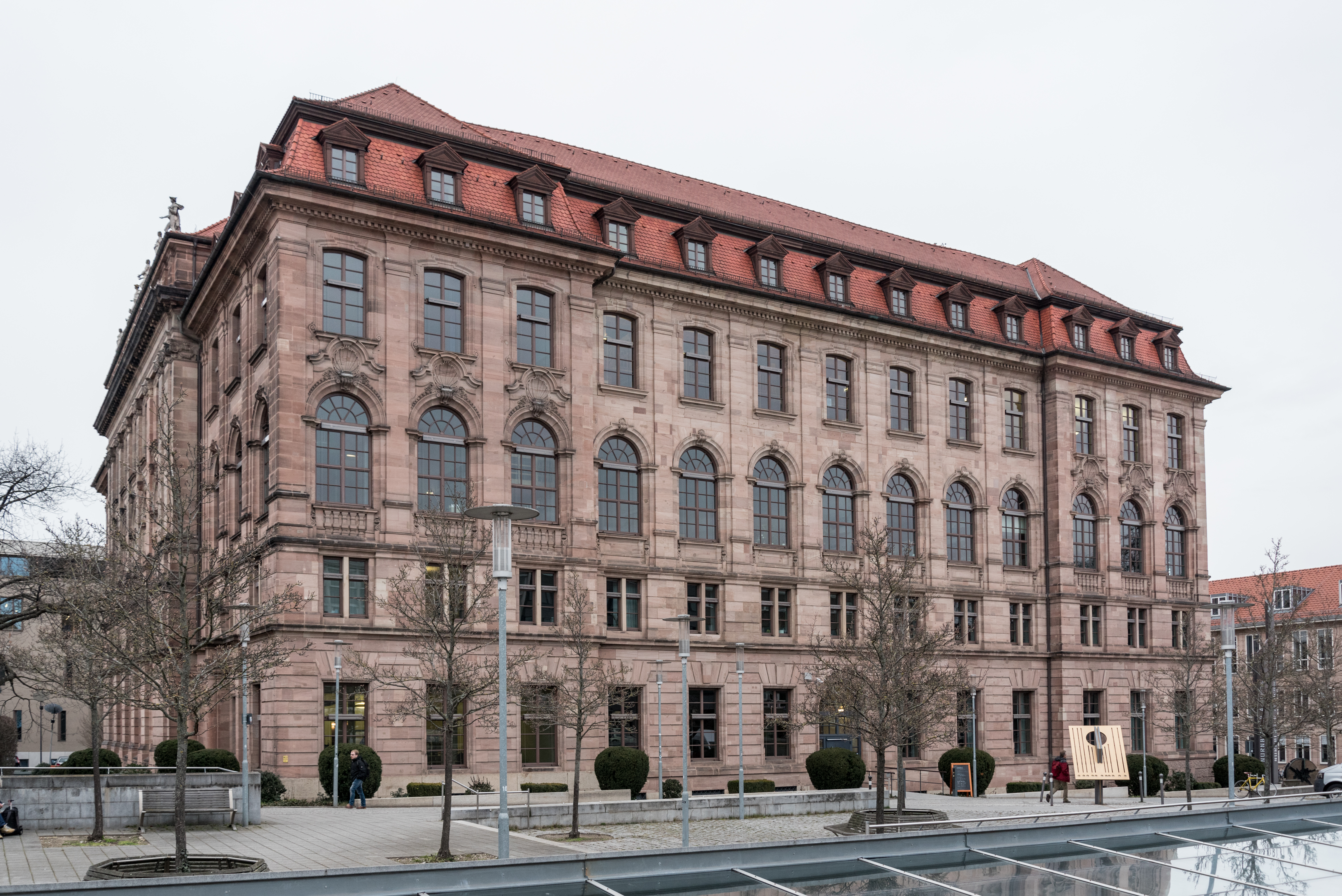
Bildungszentrum Nürnberg

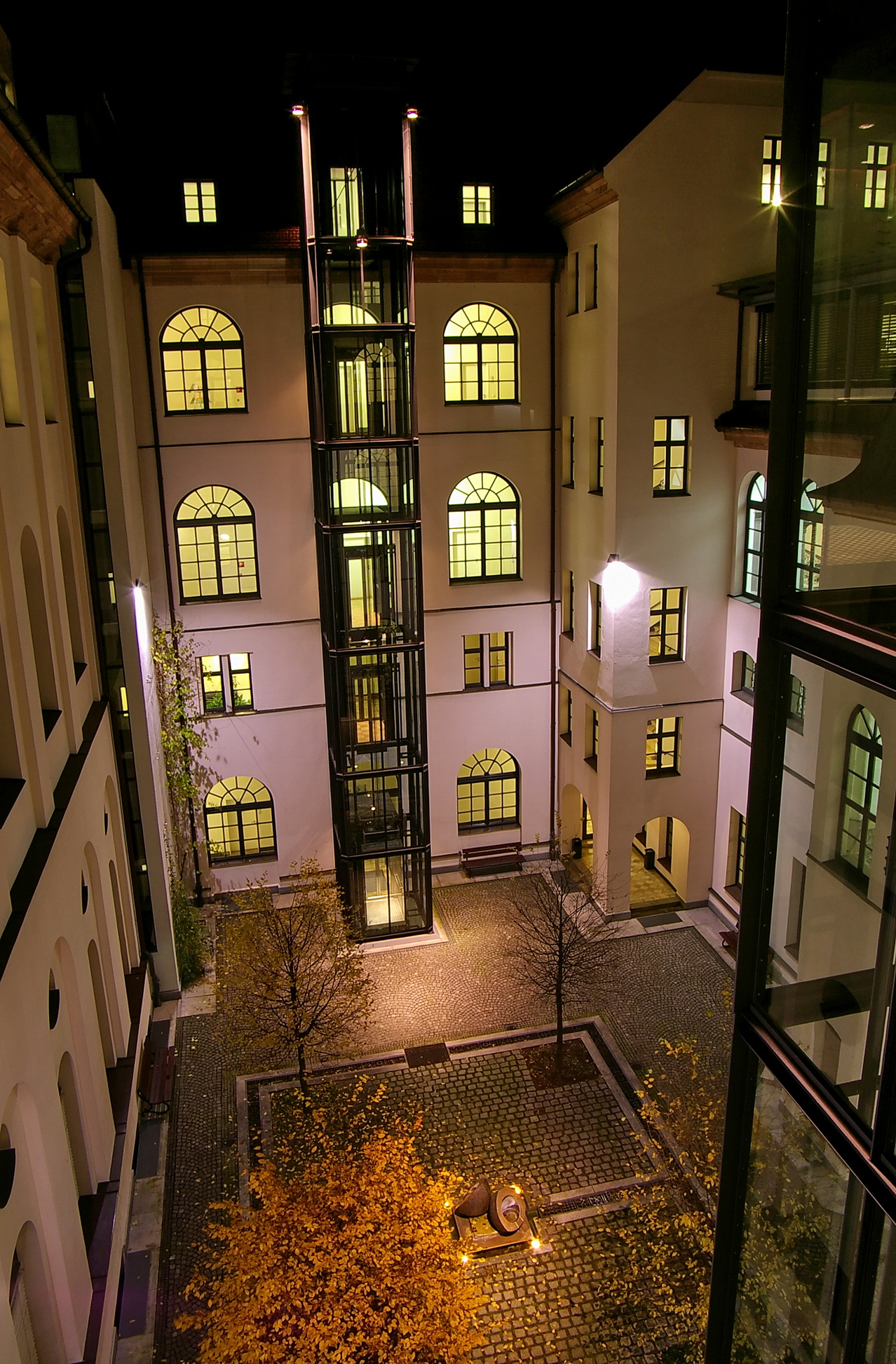
Innenhof des Bildungszentrums

Siegfried Kett studierte zunächst Nachrichtentechnik in Berlin und anschließend Berufspädagogik in Stuttgart. 1967 bestand er das Staatsexamen für das Lehramt an Beruflichen Schulen. Von 1960 bis 1963 arbeitete Siegfried Kett in Nürnberg und Bayreuth im Fernmeldedienst der Deutschen Bundespost. Nach der Referendarzeit und der Lehramtsprüfung unterrichtete er in Fürth und Nürnberg. 1972 wurde er Studiendirektor und stellvertretender Leiter der Berufsschule 1 in Nürnberg.
1974 wechselte Siegfried Kett zum Schul- und Kulturreferat. Von 1977 bis 1985 war er Leiter des Amtes für Kultur und Freizeit der Stadt Nürnberg, von 1985 bis 1990 Leiter des Kulturwesens in Nürnberg und interner Stellvertreter des Schul- und Kulturreferenten Hermann Glaser. In dieser Funktion setzte er sich für einen selbstbewussten Umgang mit der NS-Hinterlassenschaft der Stadt Nürnberg ein.
Von 1992 bis Ende 2002 leitete Siegfried Kett Leiter das Bildungszentrum Nürnberg. Unter seiner Führung zog das Bildungszentrum um in das Gewerbemuseum neben dem Cinecittà Nürnberg. Er holte 1997 Peter Lokk ans Bildungszentrum, um das erste kommunale Internet-Café „Aktionsfeld Multimedia“ zu verwirklichen, und setzte sich für die Entwicklung der Nürnberger Südstadt ein. Mit Unterstützung des bayerischen Kultusministeriums begründete er die Lernende Region im Raum Nürnberg-Fürth-Erlangen.

## Weitere  Funktionen
Von 1994 bis 2004 war Siegfried Kett ehrenamtlich als zweiter bzw. erster Vorsitzender des bayerischen Volkshochschulverbandes tätig. Gleichzeitig vertrat er Bayern im Pädagogischen Ausschuss des Deutschen Volkshochschulverbandes (DVV). Zudem war er
- Vorsitzender des Beirates der Akademie für politische Bildung in Tutzing (1996–2005),
- Vorsitzender des Landesbeirates für Erwachsenenbildung (bis 2004),
- Mitglied des Landesschulbeirates (bis 2005),
- Mitglied im Verwaltungsausschusses des Deutschen Instituts für Erwachsenenbildung (bis 2004),
- 2008 Vorsitzender des Vereins zur Förderung innovativer Kulturarbeit e.V.

## Ehrungen
- 2005: Bayerischer Staatspreis für Unterricht und Kultus
- 2009: Verdienstkreuz am Bande des Verdienstordens der Bundesrepublik Deutschland
- 2009: Ferdinand-Drexler-Bürgerpreis

## Veröffentlichungen
- Kulturladen Nürnberg. Thesen, Modell, Material. Andernach: Atelier-Verlag, 1976 (AVA-Manifest; 6)

- Dezentrale kulturelle Begegnungsstätten. Bearbeitet in der Projektgruppe Sozialplanung durch Bodo Kadolowski, Siegfried Kett und Friedrich Strauch. Nürnberg: Stadt Nürnberg, Arbeitsgruppe Nürnberg-Plan, 1977

- Modell zur kulturellen Belebung der Nürnberger Südstadt

- Mit Nobert Termeer: Vereinsatlas Nürnberg, Nürnberg 1980

- Nürnberger Freizeitkiste, eine Informationszeitung zum Nürnberger Kulturleben. Hrsg.: Stadt Nürnberg, Amt für Kulturelle Freizeitgestaltung. Nr. 1 vom Juli 1978 bis Nr. 14 vom Februar 1980

- Mit Scott Grunau: Bilder der Elektrotechnik – Aus der Geschichte der Elektrizitätslehre und ihrer Anwendung. Nr. 1 bis Nr. 10, herausgegeben von der Stadt Nürnberg 1982 bis 1984

- Das Nürnberger Künstlerhaus. Eine Stadtgeschichte von 1867-1992. Verlag Nürnberger Presse, Nürnberg 1992, ISBN 3-920701-89-5.

- Mit Christiane Schleindl: Der Meister von Nürnberg – eine Filmentdeckung, Nürnberg 1994

- Siegfried Kett, Manfred Scholz und Harald Zintl (Hrsg.): Karl Bröger – Arbeiterdichter, Journalist und Politiker. Dokumentation zum Symposium am 4. Oktober 2008 in Nürnberg. Herausgebende Institutionen: Karl-Bröger-Gesellschaft e.V., Nürnberg; Friedrich-Ebert-Stiftung, Regensburg. Nürnberg, 2009, 126 S., ISBN 978-3-86872-037-2.
- Erhellung und Beschleunigung – vom Glasrohr zum Dynamo und Telefon. Nürnbergs Rolle in der Elektrogeschichte. Schrenk-Verlag, Röttenbach 2016, ISBN 978-3-924270-83-4.

- Mit Reiner Hambrecht, Wolfgang Mück, Hermann Glaser: Das braune Franken. Hitlers Weg von München nach Berlin. Röttenbach: Schrenk-Verlag, 2017, ISBN 978-3-924270-88-9.